# Noi duri
Noi duri è un film del 1960 diretto da Camillo Mastrocinque. È l'ultimo film interpretato da Fred Buscaglione, che morì all'alba del 3 febbraio 1960 in un incidente stradale. Il film, distribuito dalla CEI Incom, uscì postumo nelle sale il 24 febbraio riscuotendo un buon successo.

## Trama
Fred Bombardone è un agente dell'FBI che viene incaricato di infiltrarsi, assieme ad alcuni suoi uomini, nel night-club di un narcotrafficante noto come l'Algerino. Assunto da quest'ultimo, viene incaricato di ritirare una partita di droga da Casablanca ma la merce gli viene rubata, cosa che complica le indagini e la sua posizione nei confronti dell'Algerino.
Nell'ultima parte del film l'Algerino presenta, con l'aiuto del suo assistente Alì, una macchina di Rube Goldberg.

## Distribuzione
Il Film Noi Duri è disponibile alla visione gratuita  sul canale YouTube di Films&Clips in lingua originale con sottotitoli in spagnolo